# Wojenny almanach filmowy nr 3
Wojenny almanach filmowy nr 3 (ros. Боевой киносборник № 3, Wojewoj kinosbornik nr 3) – radziecki czarno-biały film wojenny z 1941 roku. Trzeci z serii trzynastu "Wojennych Albumów Filmowych" poświęcony wielkiej wojnie ojczyźnianej. Składa się z trzech krótkich nowel filmowych (Мужество, Антоша Рыбкин i Английские зенитчики). 

## Antosza Rybkin
Nowela filmowa Antosza Rybkin (Антоша Рыбкин)
W noweli tej pojawia się współczesny bohater komediowy – kucharz Antosza Rybkin, spadkobierca łobuzerskich żołnierzy z rosyjskich baśni ludowych i wesołych czerwonogwardzistów z filmów-plakatów, realizowanych w czasach wojny domowej. W rolę zadziornego kucharza wojskowego – tytułowego Antoszę Rybkina wciela się aktor Boris Czirkow. Nowela opowiada o jego przygodach i waleczności w walce z hitlerowskim wrogiem.